# Schefflera steyermarkii
Schefflera steyermarkii är en araliaväxtart som beskrevs av David Gamman Frodin. Schefflera steyermarkii ingår i släktet Schefflera och familjen araliaväxter. Inga underarter finns listade.